# She's Not There
Singles de The Zombies
Leave Me Be
(1964)
She's Not There est une chanson du groupe de pop britannique The Zombies. Écrite par Rod Argent, elle est parue en single en juillet 1964, avec une composition du bassiste Chris White, You Make Me Feel Good, en face B. 
Il s'agit du premier single du groupe, qui a obtenu un contrat d'enregistrement avec Decca Records en remportant un concours local. She's Not There rencontre un franc succès, se classant 12e du hit-parade britannique. Quelques mois plus tard, elle rencontre le même engouement sur le sol américain, atteignant même la 2e place du classement Billboard et la 1re place du classement Cash Box.
She's Not There apparaît sur les deux versions du premier album des Zombies, Begin Here (la version britannique) et The Zombies (la version américaine), ainsi que sur diverses compilations.
En 1969, après la séparation des Zombies, Colin Blunstone ré-enregistre la chanson en solo, sous le pseudonyme « Neil MacArthur », et sa version se classe 34e au Royaume-Uni. La chanson a également été reprise par Vanilla Fudge sur l'album Vanilla Fudge (1967) et par Santana sur l'album Moonflower (1977), ainsi que par les UK Subs en 1979, avec la particularité d'être chantée par le bassiste Paul Slack, Charlie Harper troquant son rôle de chanteur pour celui de guitariste.
En 2003, le magazine Rolling Stone classe la chanson 297e dans sa liste des cinq cents plus grandes chansons de tous les temps.

## Dans la culture populaire
On peut l'entendre dans Les Frères Krays (1990). La version de Santana est présente dans le film Au revoir à jamais (1996). Dans Kill Bill, volume 2, on peut entendre le titre About Her de Malcolm McLaren, qui utilise un sample de She's Not There. Elle est également entendue dans la troisième saison de The Crown (2019) et dans le film Titane réalisé par Julia Ducournau (2021).